# FIBA Africa Clubs Champions Cup
La  FIBA Africa Clubs Champions Cup (in italiano Coppa dei Campioni d'Africa per club), conosciuta nella sua ultima edizione con il nome di FIBA Africa Basketball League, è stata la massima competizione africana per club di pallacanestro maschile organizzata dalla FIBA Africa.

## Storia
La competizione è stata fondata nel 1971 su iniziativa della FIBA Africa. Un anno dopo, nel 1972, la squadra del Red Star Ndongo, proveniente dalla Repubblica Centrafricana, si aggiudicò l'edizione inaugurale della competizione battendo lo Stade Malien. Per i primi 33 anni dell'esistenza della competizione, si trattava di una lega biennale. Dal 2004, la massima competizione continentale si è tenuta con cadenza annuale.
Nel febbraio 2019, FIBA Africa ha annunciato la riformulazione del campionato, cambiando il sistema di qualificazione delle squadre ed  espandendo, da 12 a 16 squadre, la fase finale del torneo. Venne anche cambiata la denominazione della competizione che è stato cambiato in FIBA Africa Basketball League o FIBA AfroLeague.
È stata la principale competizione per squadre di club organizzata dalla FIBA Africa dall'anno della sua fondazione, avvenuta nel 1971, alla sua sostituzione con la Basketball Africa League, avvenuta alla fine del 2019. Vi si qualificavano le squadre che avevano vinto il proprio campionato nazionale.

## Albo d'oro
| Edizione | Anno    | Sede       |                       | Campioni                           | Risultato Sede        | Secondo posto          |                                    | Terzo posto            | Risultato Sede | Quarto posto |  | Num. squadre |
| 1        | 1972    | Bangui     | Red Star Ndongo       | 71–68                              | Stade Malien          | Zamalek                |                                    | ASFA                   | 4              |              |  |              |
| 2        | 1973    | Cairo      | Hit Trésor            | 61–55                              | Dial Diop             | Gezira                 |                                    |                        |                |              |  |              |
| 3        | 1975    | Cairo      | ASFA                  | 78–69                              | Zamalek               | Hit Trésor             |                                    |                        |                |              |  |              |
| 4        | 1976    | Bangui     | Hit Trésor            | 89–76                              | Zamalek               | ASFA                   |                                    |                        |                |              |  |              |
| 5        | 1979    | Bangui     | ASFA                  | 77–76                              | CAMAIR                | Spot Club              |                                    |                        |                |              |  |              |
| 6        | 1981    | Bamako     | ASFA                  | 63–49                              | ASEC Mimosas          | Stade Malien           |                                    |                        |                |              |  |              |
| 7        | 1983    | Dakar      | AS Police             | 78–74                              | ASFA                  | Zamalek                |                                    |                        |                |              |  |              |
| 8        | 1985    | Maputo     | Maxaquene             | 89–62                              | AS Police             | Kano Pillars           |                                    |                        |                |              |  |              |
| 9        | 1987    | Alexandria | Al Ittihad Alexandria | 86–83 (OT)                         | Primeiro de Agosto    | Kano Pillars           |                                    | ABC                    |                |              |  |              |
| 10       | 1989    | Abidjan    | ASEC Mimosas          | 71–63                              | Stade Malien          | Primeiro de Agosto     | 66–51                              | Al Ittihad Alexandria  |                |              |  |              |
| 11       | 1991    | Dakar      | Jeanne d'Arc          | 69–64                              | ONCPB                 | Wydad AC               |                                    |                        |                |              |  |              |
| 12       | 1992    | Cairo      | Zamalek               | 83–75                              | Jeanne d'Arc          | AS Biao                |                                    |                        |                |              |  |              |
| 13       | 1994    | Cairo      | Gezira                | 66–59                              | Primeiro de Agosto    | AS Kaloum Star         |                                    |                        |                |              |  |              |
| 14       | 1996    | Alexandria | Gezira                | Formato a girone                   | Al Ittihad Alexandria | Red Star Ndongo        | Formato a girone                   | Stade Malien           | 4              |              |  |              |
| 15       | 1998    | Fez        | MAS Fes               | Formato a girone                   | Zamalek               | ASA                    | Formato a girone                   | Gezira                 | 4              |              |  |              |
| 16       | 2000    | Abidjan    | ASEC Mimosas          | 63–61 Treichville Sports Palace    | Petro de Luanda       | Lagos Islanders        | 83–76 Treichville Sports Palace    | Onatra                 |                |              |  |              |
| 17       | 2002    | Luanda     | Primeiro de Agosto    | Formato a girone                   | ASEC Mimosas          | Inter Club Brazzaville | Formato a girone                   | Capo Libreville        | 7              |              |  |              |
| 18       | 2004    | Cairo      | Primeiro de Agosto    | 71–53                              | ABC                   | Al Ahly                | 59–56                              | Petro de Luanda        | 7              |              |  |              |
| 19       | 2005    | Abidjan    | ABC                   | 67–66                              | Interclube            | Primeiro de Agosto     | 103–67                             | Union Bank             | 7              |              |  |              |
| 20       | 2006    | Lagos      | Petro de Luanda       | 76–71                              | Primeiro de Agosto    | Dodan Warriors         | 75–66                              | Inter Club Brazzaville | 12             |              |  |              |
| 21       | 2007    | Luanda     | Primeiro de Agosto    | 61–53                              | Petro de Luanda       | ABC                    | 65–60                              | Interclube             | 12             |              |  |              |
| 22       | 2008    | Sousse     | Primeiro de Agosto    | 57–54                              | ES Sahel              | ASA                    | 60–55                              | Stade Nabeulien        | 12             |              |  |              |
| 23       | 2009    | Kigali     | Primeiro de Agosto    | 88–64                              | Petro de Luanda       | APR                    | 92–80                              | Mazembe                | 9              |              |  |              |
| 24       | 2010    | Cotonou    | Primeiro de Agosto    | 73–41                              | Condor                | AS Salé                | 75–71                              | Mazembe                | 12             |              |  |              |
| 25       | 2011    | Salé       | ES Sahel              | 82–60                              | Primeiro de Agosto    | AS Salé                | 80–75                              | Petro de Luanda        | 12             |              |  |              |
| 26       | 2012    | Malabo     | Primeiro de Agosto    | 80–69                              | Petro de Luanda       | Al Ahly                | 76–64                              | Al Ittihad Alexandria  | 12             |              |  |              |
| 27       | 2013    | Sousse     | Primeiro de Agosto    | 68–61                              | ES Sahel              | Rec do Libolo          | 79–70                              | Sporting Alexandria    | 12             |              |  |              |
| 28       | 2014    | Tunisi     | Rec do Libolo         | 86–68                              | ES Radès              | Club Africain          | 79–74                              | Sporting Alexandria    | 11             |              |  |              |
| 29       | 2015    | Luanda     | Petro de Luanda       | 89–75 Pavilhão Multiusos de Luanda | Rec do Libolo         | FAR Rabat              | 72–62 Pavilhão Multiusos de Luanda | Primeiro de Agosto     | 10             |              |  |              |
| 30       | 2016    | Cairo      | Al Ahly               | 68–66 Al Ahly Sports Hall          | Rec do Libolo         | AS Salé                | 88–76 Al Ahly Sports Hall          | Kano Pillars           | 10             |              |  |              |
| 31       | 2017    | Radès      | AS Salé               | 77–69 Salle Omnisport de Radès     | ES Radès              | US Monastir            | 77–74 Salle Omnisport de Radès     | Benfica Libolo         | 12             |              |  |              |
| 32       | 2018-19 | Luanda     | Primeiro de Agosto    | 83–71 Kilamba Arena                | AS Salé               | Smouha                 | 69–58 Kilamba Arena                | JS Kairouan            | 16             |              |  |              |

## Edizioni vinte per squadra
| Squadra               | Vittorie | Finali perse | Anni vittorie                                           | Anni finali perse                  |
| --------------------- | -------- | ------------ | ------------------------------------------------------- | ---------------------------------- |
| CD 1° de Agosto       | 9        | 3            | 2002, 2004, 2007, 2008, 2009, 2010, 2012, 2013, 2018-19 | 1987, 2006, 2011                   |
| AS Forces Armées      | 3        | 1            | 1975, 1979, 1981                                        | 1983                               |
| APL Luanda            | 2        | 6            | 2006, 2015                                              | 1994, 1999, 2000, 2007, 2009, 2012 |
| ASEC Mimosas          | 2        | 2            | 1989, 2000                                              | 1981, 2002                         |
| Hit Trésor            | 2        | 0            | 1973, 1976                                              |                                    |
| Gezira SC             | 2        | 0            | 1994, 1996                                              |                                    |
| Zamalek Sporting Club | 1        | 3            | 1992                                                    | 1975, 1976, 1998                   |
| ESS du Sahel          | 1        | 2            | 2011                                                    | 2008, 2013                         |
| AS Police             | 1        | 1            | 1983                                                    | 1985                               |
| AS Salé               | 1        | 1            | 2017                                                    | 2018-19                            |
| ASC Jeanne d'Arc      | 1        | 1            | 1991                                                    | 1992                               |
| Abidjan BC            | 1        | 1            | 2005                                                    | 2004                               |
| CRD Libolo            | 1        | 1            | 2014                                                    | 2015                               |
| Red Star              | 1        | 0            | 1972                                                    |                                    |
| CD Maxaquene          | 1        | 0            | 1985                                                    |                                    |
| Ittihad Alessandria   | 1        | 0            | 1987                                                    |                                    |
| Maghreb de Fès        | 1        | 0            | 1998                                                    |                                    |
| Al-Ahly SC            | 1        | 0            | 2017                                                    |                                    |
| Stade Malien          | 0        | 2            |                                                         | 1972, 1989                         |
| ESR de Radès          | 0        | 2            |                                                         | 2014, 2017                         |
| Dial Diop             | 0        | 1            |                                                         | 1973                               |
| Camair                | 0        | 1            |                                                         | 1979                               |
| O.N.C.P.B.            | 0        | 1            |                                                         | 1991                               |
| U.R.C.                | 0        | 1            |                                                         | 1996                               |
| GD Interclube         | 0        | 1            |                                                         | 2005                               |
| Condor BBC            | 0        | 1            |                                                         | 2010                               |

## Edizioni vinte per nazione
| Nazione                  | Vittorie | Finali perse | Squadre vincitrici                                                                | Finaliste perdenti                                                       |
| ------------------------ | -------- | ------------ | --------------------------------------------------------------------------------- | ------------------------------------------------------------------------ |
| Angola                   | 12       | 11           | CD 1° de Agosto (9), APL Luanda (2), CRD Libolo (1)                               | APL Luanda (6), CD 1° de Agosto (3), GD Interclube (1), CRD Libolo (1)   |
| Egitto                   | 5        | 4            | Gezira SC (2), Ittihad Alessandria (1), Zamalek Sporting Club (1), Al-Ahly SC (1) | Zamalek Sporting Club (3), U.R.C. (1)                                    |
| Senegal                  | 5        | 4            | AS Forces Armées (3), AS Police (1), ASC Jeanne d'Arc (1)                         | AS Forces Armées (1), AS Police (1), ASC Jeanne d'Arc (1), Dial Diop (1) |
| Costa d'Avorio           | 3        | 3            | ASEC Mimosas (2), Abidjan BC (1)                                                  | ASEC Mimosas (2), Abidjan BC (1)                                         |
| Repubblica Centrafricana | 3        | 0            | Hit Trésor (2), Red Star (1)                                                      |                                                                          |
| Marocco                  | 2        | 1            | Maghreb de Fès (1), AS Salé (1)                                                   | AS Salé (1)                                                              |
| Tunisia                  | 1        | 4            | ESS du Sahel (2)                                                                  | ESS du Sahel (2), ESR de Radès (1)                                       |
| Mozambico                | 1        | 0            | CD Maxaquene (1)                                                                  |                                                                          |
| Camerun                  | 0        | 3            |                                                                                   | Camair (1), O.N.C.P.B. (1), Condor BBC (1)                               |
| Mali                     | 0        | 2            |                                                                                   | Stade Malien (2)                                                         |

## FIBA Africa Basketball League MVP
| Anno        | Vincitore           | Squadra            |             |
| ----------- | ------------------- | ------------------ | ----------- |
| 1972 - 2000 | sconosciuto         | sconosciuto        | sconosciuto |
| 2002        | Abdel Moussa        | Primeiro de Agosto |             |
| 2004        | sconosciuto         | sconosciuto        | sconosciuto |
| 2005        | Stéphane Konaté     | ABC Fighters       |             |
| 2006        | Milton Barros       | Petro Atlético     |             |
| 2007        | Olímpio Cipriano    | Primeiro de Agosto |             |
| 2008        | Joaquim Gomes       | Primeiro de Agosto |             |
| 2009        | Vladimir Jerónimo   | Primeiro de Agosto |             |
| 2010        | Joaquim Gomes       | Primeiro de Agosto |             |
| 2011        | Makrem Ben Romdhane | Étoile du Sahel    |             |
| 2012        | Carlos Morais       | Petro Atlético     |             |
| 2013        | Cedric Isom         | Primeiro de Agosto |             |
| 2014        | Eduardo Mingas      | Libolo             |             |
| 2015        | Manny Quezada       | Petro Atlético     |             |
| 2016        | Wayne Arnold        | Al-Ahly Cairo      |             |
| 2017        | Abdelhakim Zouita   | AS Salé            |             |
| 2018-19     | Eduardo Mingas      | Primeiro de Agosto |             |